# Soumpou
Soumpou est une commune rurale malienne, située dans le pays de la Guidimés, de l'arrondissement central de Yélimané dans le cercle de Yélimané, dans la région de Kayes. elle a pour chef-lieu la localité de Tabaka.  

## Histoire
Takaba est fondé vers 1640 par Gagny Kanté, venu de Soroma Kouri en compagnie de son demi-frère Alfousseyni Niakaté. Il s'est maria avec Hatté Semega Diani de Seppé ou Niogoméra (actuellement). Mais le village a été contraint des plusieurs difficultés, ces qui condamnèrent les villageois à céder pour un bon moment.  
Après plusieurs décennies, les descendants ont décidés de revenir refonder le village vers 1880 pour bâtir une société moderne dont Dougou Makan Kanté fut le premier chef de village. Celui-ci régna pendant trente ans. À sa mort, Biramou Hawa Kanté lui succède. 

## Villages
La commune s'étend sur 5 localités relevées lors du recensement général de 2009. 
Les villages les plus peuplés sont :
- Takaba (1 833 habitants) ;
- Niagnela (1 058 habitants) ;

En 2023, la loi 2023-007 attribue à la commune 5 villages, fractions ou quartiers.